# Мосейцево
Мосейцево — село Ростовского района Ярославской области, входит в состав сельского поселения Семибратово. 

## География
Расположено в 36 км на юго-восток от центра поселения посёлка Семибратово и в 31 км на юго-восток от Ростова.

## История
Село известно с XI века. Каменная сельская церковь построена в 1787 году Дарьей Васильевной Ошаниной с тремя престолами: преп. Сергия Радонежского, св. Николая и св. прор. Илии. С 1875 года в особо устроенным для того доме помещалась сельская школа. 
В конце XIX — начале XX село входило в состав Нажеровской волости Ростовского уезда Ярославской губернии. В 1885 году в селе было 57 дворов.
С 1929 года село являлось центром Мосейцевского сельсовета Ростовского района, с 2005 года — в составе сельского поселения Семибратово. В советское время в селе действовала начальная (затем - неполная средняя школа). Церковь в селе не закрывалась.
В 2007—2014 годах в селе действовал так называемый «православный приют», где осуществлялось систематическое насилие над детьми, в результате избиения в ноябре 2014 года погибла 13-летняя девочка.

## Население
| 1859 | 1914 | 2007 | 2010 |
| ---- | ---- | ---- | ---- |
| 196  | ↗480 | ↘258 | ↘208 |

## Достопримечательности
В селе расположена действующая Церковь Сергия Радонежского (1787).